# Індишевський Ярослав Євгенович
Ярослав Євгенович Індишевський (* 1895 — † 1937 Прага, Чехія) — сотник Української Галицької Армії, крайовий комендант УВО.

## Життєпис

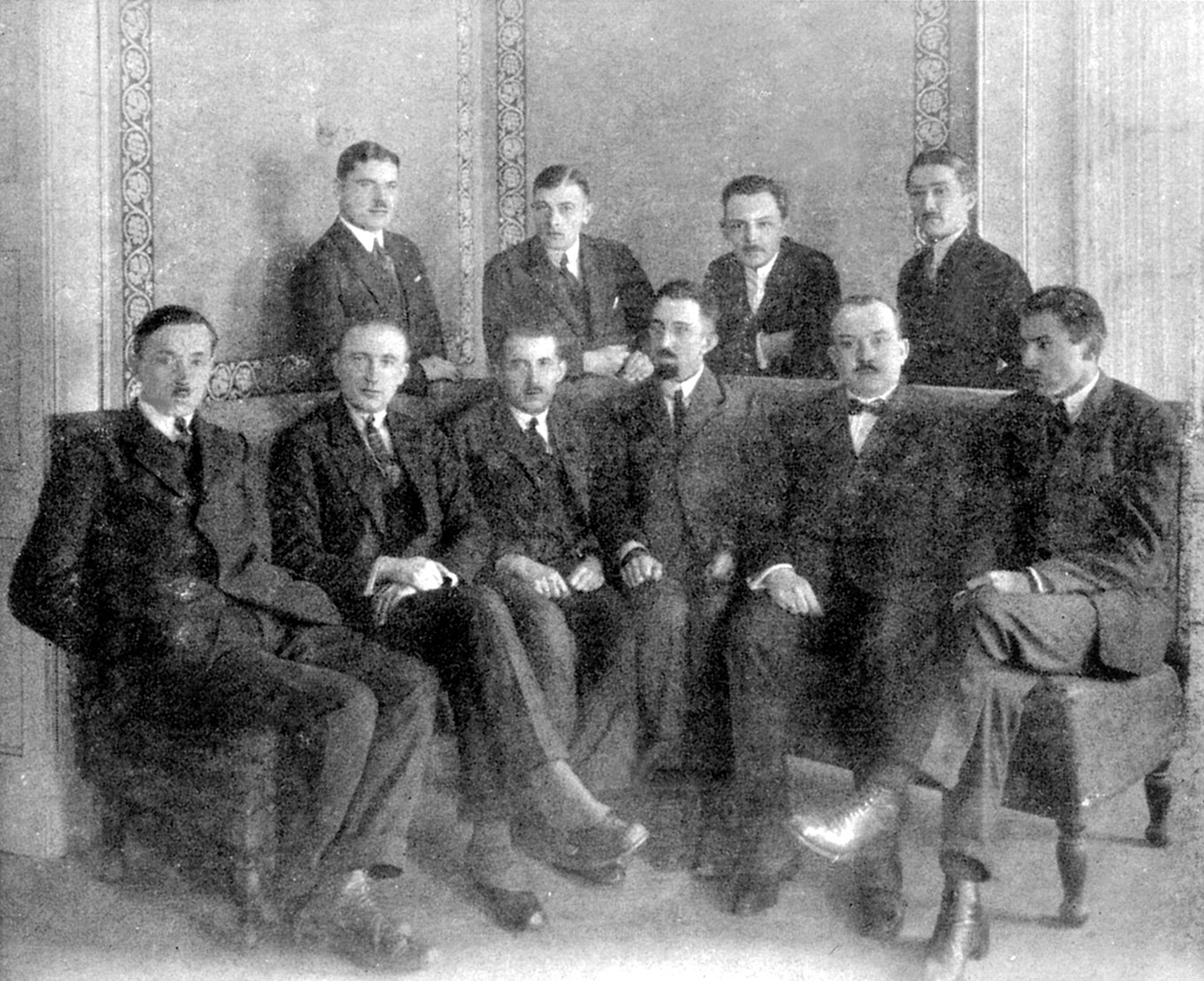
Конференція Начальної Команди УВО. Оліва, березень 1923. Зліва направо сидять: Володимир Бемко, Андрій Мельник, Євген Коновалець, Володимир Целевич, Ярослав Селезінка, Ярослав Індишевський; стоять: Петро Бакович, Юліян Головінський, Осип Рев'юк, Павло Меркун

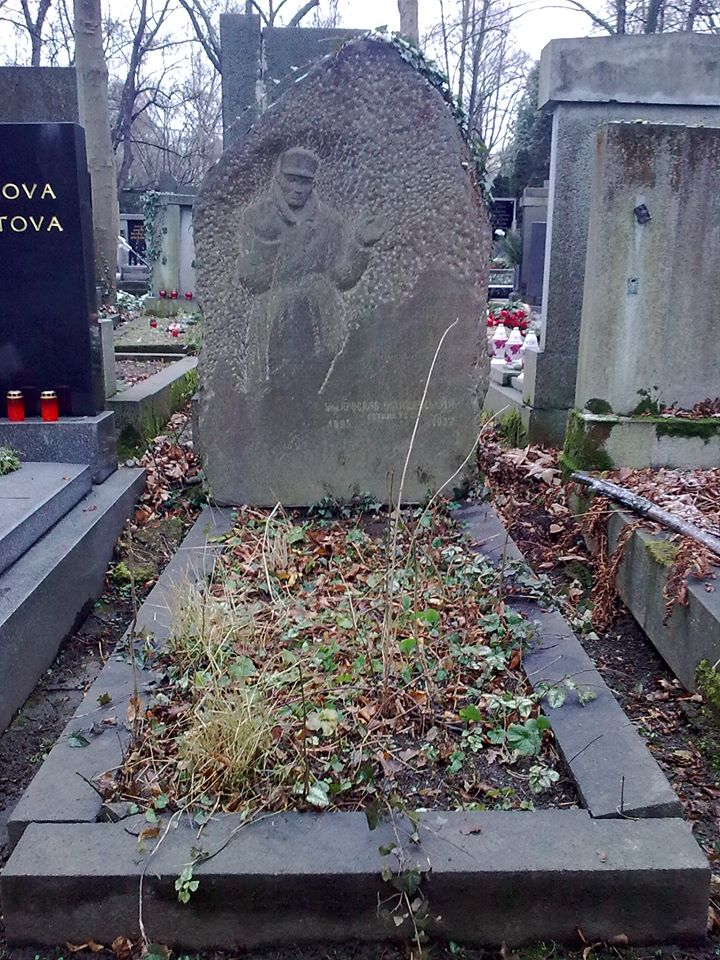
Надгробний камінь Ярослава Індишевського на Ольшанському цвинтарі

Народився 12 грудня 1895. Начався у Львівській політехніці, член Головної Ради Українського Студентського Союзу протягом 1913–1914.
Із серпня 1914 до листопада 1918 — інтендант легіону Українських Січових Стрільців. Продовжує службу в Українській Галицькій Армії, ранґ — сотник.
Після поразки Визвольних змагань на еміграції в Чехословаччині. Навчався у Празі протягом 1920–1923, здобув фах інженера — будівельника. Був військовим відпоручником уряду ЗУНР.
У 1921 член Стрілецької ради. З 1921 по 1924 член Начальної Команди УВО. З весни 1924 до середини 1926 крайовий комендант УВО.
У 1937 покінчив життя самогубством. Похований на Ольшанському цвинтарі в Празі.